# Rhigognostis wolfschlaegeri
Rhigognostis wolfschlaegeri is een vlinder uit de familie koolmotten (Plutellidae). De wetenschappelijke naam is voor het eerst geldig gepubliceerd in 1940 door Rebel.
De soort komt voor in Europa.